# Claus Franzke
Claus Franzke (* 23. Januar 1925 in Berlin; † 6. Januar 2017) war ein deutscher Chemiker (Lebensmittelchemie).
Franzke begann kurz nach Ende des Zweiten Weltkriegs an der TU Berlin Chemie und Lebensmittelchemie zu studieren mit dem Diplom 1950. Ein Praktikum bei der Lebensmitteluntersuchung für Groß-Berlin führte ihn zur Lebensmittelchemie. Damals befasste er sich mit Chemie von Fetten. 1951 wurde er Assistent am Institut für Lebensmittelchemie bei Kurt Täufel und legte bald darauf sein Staatsexamen als Lebensmittelchemiker ab. Er promovierte 1950 zum Dr. Ing. und habilitierte sich 1960 in Berlin. Ab 1962 war er ordentlicher Professor für Lebensmittelchemie und 1964 bis 1985 Direktor des Instituts für Lebensmittelchemie der Humboldt-Universität Berlin. Nach der Wende begleitete er die Integration der Lebensmittelchemie von der Humboldt-Universität in die TU Berlin.
Er befasste sich unter anderem mit Nahrungsfetten, Entwicklung von Emulgatoren und Spezialfetten für die Industrie und alkoholischen Getränken. Er betreute über 200 Diplomanden und Doktoranden in Berlin.
1994 erhielt er die Joseph-König-Gedenkmünze.

## Schriften
- Herausgeber mit Anneliese Greiner: Ernährung und Lebensmittelchemie, Berlin 1955
- Herausgeber: Lehrbuch der Lebensmittelchemie, Berlin, Akademie Verlag, 1981, 1990 (in zwei Bänden)
  - eine Überarbeitung der 3. Auflage (Hamburg, Behr’s 1996) erschien 2015 herausgegeben von Markus Fischer, Marcus Glomb: Moderne Lebensmittelchemie, Hamburg, Behr’s 2015